# Federação Alemã de Voleibol
A Federação Alemã de Voleibol  (em alemão: Deutsche Volleyball-Verband DVV) é  uma organização fundada em 1955, quando Alemanha Ocidental que governa a pratica de voleibol na Alemanha, sendo membro da Federação Internacional de Voleibol  desde 1957 e da Confederação Européia de Voleibol, a entidade é responsável por  organizar  os campeonatos nacionais de  voleibol masculino e feminino no país.